# Крістіан Рамірес
Крістіан Рамірес (ісп. Cristian Ramírez, нар. 12 серпня 1994, Санто-Домінго-де-лос-Колорадос) — еквадорський футболіст, лівий захисник угорського клубу «Ференцварош».
Виступав, зокрема, за клуби «Фортуна» (Дюссельдорф) та «Нюрнберг», а також національну збірну Еквадору.
Чемпіон Угорщини.

## Клубна кар'єра
Народився 12 серпня 1994 року в місті Санто-Домінго-де-лос-Колорадос. Вихованець юнацьких команд футбольних клубів «Індепендьєнте Хосе Теран та «Депортіво Бразилія».
У дорослому футболі дебютував 2011 року виступами за команду клубу «Індепендьєнте Хосе Теран», в якій провів два сезони, взявши участь у 52 матчах чемпіонату.
Своєю грою за цю команду привернув увагу представників тренерського штабу клубу «Фортуна» (Дюссельдорф), до складу якого приєднався 2013 року. Відіграв за клуб з Дюссельдорфа наступні два сезони своєї ігрової кар'єри.
2014 року був орендований клубом «Нюрнберг», у складі якого провів наступний рік своєї кар'єри гравця.
До складу клубу «Ференцварош» приєднався 2015 року на правах оренди, відіграв за клуб з Будапешта 13 матчів у національному чемпіонаті. Влітку того ж року підписав повноцінний контракт з угорцями, відігравши сезон.
З 2017 по 2023 роки захищав кольори російського клубу «Краснодар».
Влітку 2023 повернувся до угорського клубу «Ференцварош», кольори якого наразі і захищає.

## Виступи за збірні
2011 року дебютував у складі юнацької збірної Еквадору, взяв участь у 13 іграх на юнацькому рівні.
Залучався до складу молодіжної збірної Еквадору. На молодіжному рівні зіграв у 7 офіційних матчах.
2013 року дебютував в офіційних матчах у складі національної збірної Еквадору. Наразі провів у формі головної команди країни 4 матчі.
У складі збірної був учасником Кубка Америки 2016 року у США.

## Титули і досягнення
- «Ференцварош»

Чемпіон Угорщини (3): 2015-16, 2023-24, 2024-25
Володар Кубку Угорщини (3): 2014-15, 2015-16, 2016-17
Володар Кубку угорської ліги (1): 2014-15
Володар Суперкубку Угорщини (1): 2015
Збірні
- Срібний призер Південноамериканських ігор: 2010